# 梦幻
夢幻（Myū）是《宝可梦系列》裡的虛構生物「寶可夢」之一，它是超能力屬性的小型粉色幻之寶可夢。
夢幻是由其設計者，Game Freak的程式設計師森本茂樹放到《寶可夢 紅／綠》之中的，由於沒有足夠空間撰寫有關它的故事，使得該寶可夢最終並未在遊戲內登場，但遊戲內仍有相關數據，也因為如此，使得有關這隻寶可夢的謠言層出不窮，而其本身也壟罩一股神秘色彩，進而助長了寶可夢系列的話題性。多年以來，遊戲中都無法以正規的方式獲得夢幻，若想取得夢幻，必須參加官方舉辦的活動。
《神奇寶貝劇場版：超夢的逆襲》是首部有夢幻登場的電影，它和超夢一起擔任該片的主要角色。在該電影中，科學家在蓋亞那的叢林裡發現夢幻睫毛的化石，並擷取其中的基因，以基因工程技術製造出超夢。夢幻還出現在電影《精靈寶可夢劇場版：夢幻與波導的勇者 路卡利歐》中，該電影說明了夢幻背景故事，並解釋它為何如此強大。而在特別篇《戰慄的幻影寶可夢》中，夢幻協助主角小智擊敗「幻影主謀」。

## 創造與概念
與寶可夢系列中其他初期的寶可夢不同的是，夢幻的開發過程並未受到杉森建監管，夢幻是在遊戲正式於日本發行前，被Game Freak的程式設計師森本茂樹私自加入遊戲當中的，原本只是一項惡作劇。在《寶可夢 紅》和《寶可夢 綠》的開發過程進入最終階段時，森本茂樹刪除了遊戲中一些不必要的程式碼，清理出足夠的空間並放入夢幻的相關數據，雖然按照原本的設計，玩家無法以正規的方式在遊戲中發現夢幻，但因為遊戲漏洞，玩家仍可取得。
在1996年春季，Game Freak社長田尻智將日本漫畫雜誌《快樂快樂月刊》作為實驗性展示夢幻的媒介，同時附贈了遊戲卡片，這令包括森本在內的Game Freak成員感到訝異。這項活動大獲成功，讓Game Freak宣布將舉辦一場競賽，並將夢幻贈送給151位獲勝者。夢幻被視為遊戲的隱藏角色並大肆宣傳，而口耳相傳的謠言也助長了作品的熱度，進而增加遊戲銷量。

### 設計與特色
夢幻是有高能力值的超能力屬性寶可夢，森本茂樹將它設計成淡粉紅色的貓型生物，有著大眼睛、又長又細但末端寬大的尾巴，而它的異色版本是淺藍色的。它的外表覆蓋一層只有用顯微鏡才能看清的綿細體毛。它的基因中含有所有寶可夢的資訊；遊戲中指出，許多學者認為它是所有寶可夢的祖先，它鮮少出現在人類面前。它屬於「幻之寶可夢」，和屬於「傳說寶可夢」的急凍鳥 、閃電鳥、火焰鳥及超夢是不同的分類。夢幻在寶可夢圖鑑的全國編號中是151號，是第一世代寶可夢中的最後一個，它的前一號是超夢，後一號是第二世代的菊草葉。在第一世代遊戲和其重製版中，玩家可以在紅蓮島上的寶可夢屋找到許多日記，上面記錄了科學家在某年的7月5日，於南美洲蓋亞那的叢林深處發現夢幻，在7月10日將其命名，而在2月6日，超夢誕生。
在電子遊戲中，夢幻可以學會任何能以招式學習器傳授的招式，以及專用招式以外的大多數招式。而在動畫中，夢幻能夠飛行、瞬間移動、改變外型、隱身，也會出於惡作劇、保護自己或其它目的創造出泡沫型的超能力防護罩。

## 登場

### 電子遊戲
夢幻最早出現在《寶可夢 紅》和《寶可夢 綠》中的「寶可夢屋」，在該建物內的日記中提到科學家在蓋亞那發現夢幻。長期以來，在電子遊戲中取得夢幻的正規管道只有透過參加任天堂舉辦的促銷活動，夢幻在1996年四月發行的《快樂快樂月刊》中正式被公開亮相，在這期月刊裡舉辦的促銷活動會隨機抽選20位讀者，若讀者將遊戲卡匣寄到任天堂，任天堂將會把夢幻增加到遊戲當中。
一直以來，夢幻都可以用遊戲漏洞或遊戲作弊的方式來取得，例如在《寶可夢 紅》、《寶可夢 綠》和《寶可夢 皮卡丘》裡可以透過一個遊戲漏洞，在走進NPC的視線內時使用「飛行」技能，並在被NPC注意到之前離開該區域，接著在其他區域與特定類型的寶可夢作戰，然後再返回原本的地區，就能遇到野生的夢幻。

### 動畫
夢幻在動畫中的初次登場是在電影《神奇寶貝劇場版：超夢的逆襲》中，它是主要的角色之一，被認為是已經滅絕的寶可夢，而且是傳說中最稀有也最強大的寶可夢。經過多年研究，科學家利用夢幻的DNA和基因工程技術創造出超夢，而超夢也是該片的反派。而在電影《精靈寶可夢劇場版：夢幻與波導的勇者 路卡利歐》中說明了夢幻的背景故事並解釋它為何如此強大，另外，在該片中還出現一個寶可夢的家族樹，樹中最初顯示的寶可夢是夢幻，最後是鳳王。。

### 漫畫
夢幻登場於《神奇寶貝特別篇》等漫畫作品，在《神奇寶貝特別篇》中，它被稱為幻之寶可夢，犯罪組織火箭隊和寶可夢訓練家小智都曾試圖收服它，但都以失敗告終。之後火箭隊試圖取得夢幻的DNA並創造超夢，而小智和小藍聯手阻止了這件事。

## 文化影響

### 商業促銷

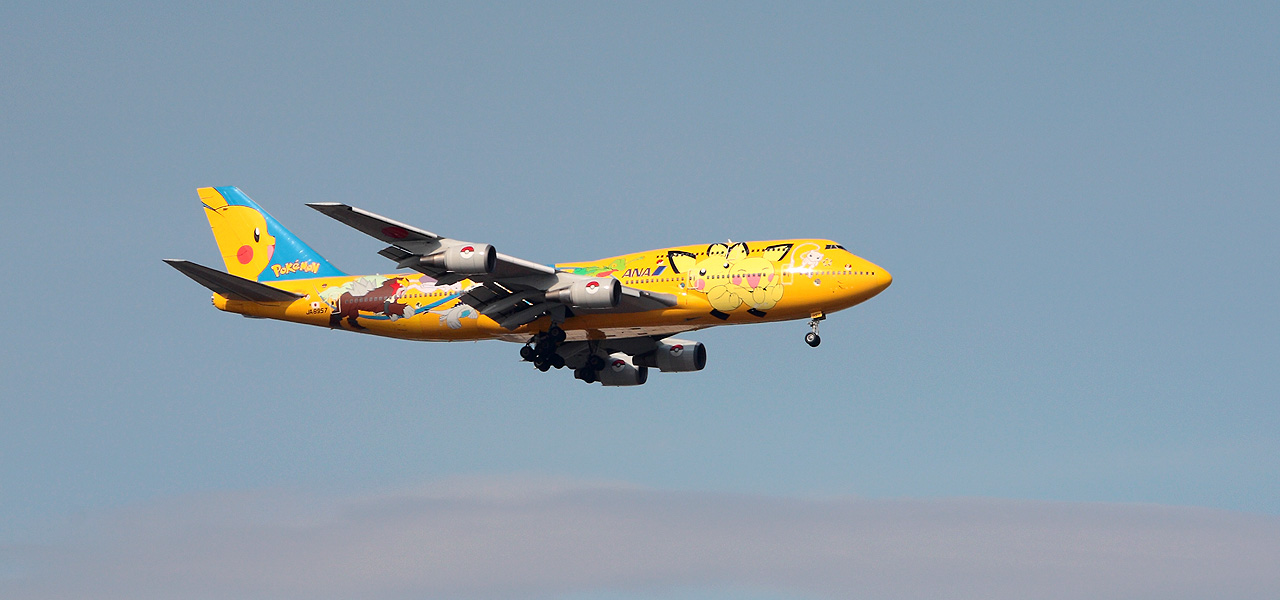
夢幻位於靠近機鼻處，

為推廣寶可夢系列，夢幻成為1998年被印製於全日本空輸波音747-400上的寶可夢之一。
2006年9月，為慶祝《精靈寶可夢劇場版：夢幻與波導的勇者 路卡利歐》上映以及《寶可夢不可思議迷宮 青之救助隊／赤之救助隊》發行，擁有《精靈寶可夢 紅寶石》、《精靈寶可夢 藍寶石》、《精靈寶可夢 綠寶石》、《精靈寶可夢 火紅》和《精靈寶可夢 葉綠》的玩家可以到玩具反斗城商店免費獲得夢幻。而在《精靈寶可夢劇場版：夢幻與波導的勇者 路卡利歐》的DVD中也附贈了夢幻的遊戲卡牌。

### 評價
在一系列有關夢幻的活動與宣傳下，寶可夢系列在日本獲得意料之外的成功，在日本舉行的傳說寶可夢促銷活動中收到了超過78000份回函，遠超過預期的3000份。任天堂CEO岩田聰將遊戲的成功歸功於這項活動；自那時候開始，《寶可夢 紅》和《寶可夢 綠》在一週內的銷量就堪比過去一整個月的銷量，接著又成長三至四倍。不過《電腦與電子遊戲》雜誌批評任天堂的夢幻贈送活動具有過高的排他性，而這也是寶可夢最糟糕的部分之一，有許多作弊設備可以讓玩家遇見夢幻，也有許多玩家只為了夢幻而購買作弊設備。UGO.com將夢幻列為「25個最令人驚嘆的隱藏角色」。作家崔西·魏斯特和凱瑟琳·諾爾將夢幻列在有史以來第五佳的傳說寶可夢。
因為夢幻有著均衡的能力值，又能學習來自招式學習器和秘傳學習器的所有招式，因此夢幻被認為是《寶可夢 紅》、《寶可夢 綠》、《寶可夢 藍》和《寶可夢 皮卡丘》中最優秀的寶可夢之一。在一些關於虛構角色對孩童影響的研究，例如《皮卡丘全球大冒險：寶可夢的興衰》這本著作中就指出，夢幻因為被認為比較可愛，所以受年紀較小的女童歡迎，而超夢被認為比較強悍或嚇人，受年紀較大的男童歡迎。《媒體與令人信以為真的兒童世界》一書中有類似的比較，該書指出夢幻有著「結合了力量與可愛，且有著孩子氣和友善的特徵」，並強調它與超夢在兒童眼中截然有別。IGN將夢幻列為最棒的超能力屬性寶可夢之一，與超夢、胡地、寶石海星並列。IGN認為夢幻是超夢很好的對手，而且因為它可以學會的招式五花八門，也讓它成為在對戰中最難以預料的寶可夢。